# Petrivka, Henicesk
Petrivka (în ucraineană Петрівка) este o comună în raionul Henicesk, regiunea Herson, Ucraina, formată numai din satul de reședință.

## Demografie
Componența lingvistică a comunei Petrivka
     Rusă (68,87%)
     Ucraineană (29,06%)
     Alte limbi (1,48%)
Conform recensământului din 2001, majoritatea populației comunei Petrivka era vorbitoare de rusă (68,87%), existând în minoritate și vorbitori de ucraineană (29,06%).